# رانکوه
رانکوه شهری از توابع بخش رانکوه شهرستان املش در استان گیلان در شمال ایران است که از شمال به دریای خزر و از جنوب به خط‌الراس اصلی رشته کوه البرز می‌رسد.
رانکوه یکی از زیباترین بخش‌های استان گیلان هست که به دلیل همجواری با رشته کوه‌های البرز همواره توریست‌های فراوانی را جذب می‌کند.این بخش دارای روستاهای بسیار زیبا و پر تعداد چه در ارتفاعات و پایین‌تر است مانند روستای ورکوره که بی‌نظیر ترین روستاهای ایران است و پر از نعمت های زیبا خدا

## جمعیت
این شهر با جمعیت ۲٬۱۵۴ نفر (۱۳۹۵) در بخش رانکوه شهرستان املش قرار دارد.

## موقعیت جغرافیایی
رانکوه نام منطقه‌ای است از گیلان و حدود آن بشرح زیر است: از طرف شمال دریای خزر، از جنوب خط الرأس اصلی سلسلهٔ جبال البرز که حد طبیعی گیلان و قزوین است، از خاور شهرستان شهسوار (چابکسر آخرین ده رانکوه از طرف باختر است). بنابراین این منطقهٔ رانکوه همان بخش‌های رودسر و لنگرود است.
براساس آخرین تقسیمات کشوری شهر سرسبز رانکوه یکی از شهرهای شهرستان املش است که در پنج کیلومتری جنوب شرقی شهر املش واقع شده‌است. این شهر از شمال و شرق به شهرستان رودسر و شهرهای رحیم آبادو کلاچای ارتباط دارد و در سال ۱۳۸۲ از تجمیع سه روستای آسیابسران-اسماعیل گوابر سفلی به مرکزیت شبخوسلات به شهر تبدیل شد. وسعت این شهر ۲۵۰ هکتار و جمعیت آن ۲٬۶۵۰ نفر (برآورد ۱۳۸۳خ) است.

## آب و هوا
قسمت جنوبی جنگلی و کوهستانی و خوش آب و هوا و سردسیر و قسمت شمالی که در ساحل دریای خزر و در جلگه واقع است مانند گیلان معتدل و مرطوبست.

## شغل و محصولات
محصول عمدهٔ آن چای، برنج، ابریشم، کنف، غلات و فندق است.

## رودها
آب قراء جلگه از رودخانه‌های پلرود، شلمان رود، خشک رود، سیاهکل رود، سامان رود و لنگرود؛ و آب قراء کوهستانی از چشمه سار و رودخانه‌های محلی و استخر تأمین می‌شود.

## روستاها و آبادی‌ها
بخش رودسر خود از یازده دهستان بشرح زیر تشکیل شده‌است، حومه، املش، پلرودباز، رحیم آباد، سیارستاق قشلاقی، سیاهکل رود، اوشیان، اشکور وسطی، اشکور پائین، سیارستاق ییلاقی و سمام، که جمع دیه‌های بخش ۴۰۲ آبادی و کوچک و بزرگ با ۸۷هزار تن نفوس می‌باشد و بخش لنگرود نیز از ۵۸ آبادی کوچک و بزرگ تشکیل شده که جمعیت بخش باضافهٔ خود شهر در حدود ۴۰ هزارتن است و دیه‌های مهم آن عبارتند از: شلمان، دیوشل، نالکیاشر، بجاریس، فتیده، گلسفید، دریاسر، دریاکنار، ملاطه، سیگارود، و کیاکلایه. راه شوسهٔ لاهیجان به شهسوار از وسط این بخش عبور می‌کند و علاوه بر آن راه‌های فرعی نیزدر داخل بخش وجود دارد. (از فرهنگ جغرافیایی ایران ج ۲).

## تاریخ رانکوه
در جغرافیای سیاسی کیهان این منطقه تحت عنوان «رانکوه و لنگرود» آمده. مؤلف کتاب گوید: «شرقی‌ترین ناحیهٔ گیلان و طول آن ۴۴ و عرض آن ۴۳هزار گز و عبارت است از حاشیهٔ باریکی از بحر خزر که متدرجاً از طرف جنوب ارتفاعش فزونی می‌یابد و به کوه‌های دیلمان متصل می‌شود. رانکوه به چندین بلوک تقسیم می‌شود از این قرار: رودسر، لنگرود، رانکوه، گزاف رود، سمام، سیارستاق، اشکور سفلی، اشکور علیا، که لنگرود مرکز رانکوه‌است». (رجوع کنید: لغت‌نامه دهخدا ذیل واژه لنگرود و رودسر و نیز کتاب فرهنگ جغرافیایی ایران ج ۲ و نیز جغرافیای سیاسی کیهان و هم چنین فهرست سفرنامهٔ مازندران و استرآباد رابینو)
و نیز در کتاب جغرافیای سیاسی کیهان آمده‌است: از بلوکهای رانکوه‌است و در جنوب لنگرود واقع شده و دارای ۱۰۰۰۰ نفر جمعیت است. محصولات آن ابریشم و برنج و مرکبات است و در نقاط مرتفع آن زراعت جو و تربیت جانوران اهلی معمول است و دیه‌های معتبر آن شلمان و سیاهکل است. (از جغرافیای سیاسی کیهان ص ۲۷۲).
رانکوه در تاریخ هوسم و گیلان شرقی نقش اساسی داشته‌است. در قدیم حکومت کیاییان در آن جا شکل گرفته‌است. زیدیان ناصری در آن جا حکومت داشتند و زیدیان قاسمی در غرب طبرستان، منطقه رویان، کلار و چالوس حضور داشتند. زیدیان قاسمی که در تنکابن حکومت داشتند قدرت منطقه شمالی و دیلمان و اشکورات به‌شمار می‌آمدند.
سید رکابزن کیای حسنی حاکم تنکابن از اهالی رانکوه بود. از وی خواسته شد تا برای حکومت به سخت سر و تنکابن برود. علت این درخواست به نوشته مرعشی نزدیکی به رانکوه وطن پیشین اش بود. البته گرایش مذهبی او (یعنی مذهب زیدی) هم در این انتخاب مؤثر بوده‌است. سید رکابزن پذیرفت و او و پیروانش را در منطقة گرمه رود سخت سر یعنی رامسر کنونی در کنار هتل مشهور رامسر اسکان داد. با آمدن سید علی کیا به منطقه سخت سر، بین او و خاندان ناصروند که در رانکوه ساکن و با پدر سید علی کیا جنگیده بودند، درگیری پیش آمد. سید رکابزن، به علت نداشتن قدرت رویارویی با امرای ناصروند با آن‌ها صلح کرد، در نتیجه سید علی ناچار به بازگشت به مازندران گردید. در مازندران، سید علی با پشتیبانی قوام الدین مرعشی به تنکابن حمله کرد. جنگ میان سید علی و فرزند رکابزن درگرفت و سید علی پیروز شد و بر تنکابن مسلط شد. به این ترتیب حکومت سادات کیا در سال ۷۶۹ قمری/ ۱۳۶۷میلادی آغاز شد.
پیشوای دینی تنکابن از مازندران کیا ابوالحسین مشهور به الموید بالله بود. المؤید بالله پس از چند سال فرمانروایی بر هوسم از تخت فرمانروایی فروافتاد و به رستمداد گریخت و چندسالی را درآنجا گذراند و در پایان به تنکابن رفت و در روستایی به نام شیرایه کلایه بارانداخت و با پیرامونیشان به گذران روزگار و پراکندن باور خود درمیان باشندگان آن سامان پرداخت. دل بستن مردم تنکابن به باور شاخه قاسمیه آئین زیدیه، زمینه را برای توانایی دگر باره مؤیدیان فراهم آورد وکسی ازمیان مؤیدیان - که در هیچ نوشته نامی از او نیست - در نخستین سا لهای سده هشتم به پا خاست و توانست از فروپاشی توانمندی فرمانروایان بومی گیلان و سستی توان فرمانروایان بومی مازندران سود برد و در زمانی کوتاه سامان تنکابن و پس تر از آن برخی از پاره‌های دیلمان را زیر فرمان خودآورد و به آرامش برآنها فرمان راند.
با گذشت زمان تخت فرمانروایی تنکابن نشستگاه سید رکابزن کیا فرمانروای مؤیدی شد و از آنجا که وی شیعه زیدی بود و فروپاشی فرمانروایی‌های سنی گیلان می‌توانست زمینه قدرت بیشتر او را فراهم آورد، برآن بود که با سادات قوامی متحد شود و از توان آن‌ها برای ستیزه با ناصروندان بهره گیرد. آمادگی سید رکابزن کیا برای همبستگی با سادات مازندران سبب کامیابی محمدتاج الدین برفجانی شد و از این رو سید علی کیا که پایگاه نزدیکی به گیلان یافته بود راهی تنکابن شد و در گرمرود بار انداخت. بازگشت سادات کیایی به تنکابن، ناصروندان را به تکاپو برای راندن آن‌ها و پاسداری از سرزمین زیر فرمان و فرمانروایی خود واداشت و امیره محمد فرمانروای رانکوه به امید آن که پسرش امیرنوپاشا توان راندن سادات را داشته باشد به سود او از تخت کناره گرفت و فرمانروایی را به وی سپرد و خود به چهارده رفت. امیر نوپاشا پس از نشستن بر تخت فرمانروایی بر آن شد که بدون یاری گرفتن از پسرعموی خود امیر جهان که بر لاهیجان فرمان می‌راند، بر سادات تاخته و آنان را به گریز وادارد و از این راه نامی بزرگ یابد، و از این رو لشکری آراست و راهی گرمه رود شد.